# Viti
För andra betydelser, se Viti (olika betydelser).
Viti (tyska: Wittenpöwel) är en by (estniska: küla) i Harku kommun i landskapet Harjumaa i norra Estland. Byn ligger på halvön Suurupi poolsaar vid Finska viken. 
I kyrkligt hänseende hör byn till Rannamõisa församling inom den Estniska evangelisk-lutherska kyrkan.